# Conus deshayesi
Conus deshayesi é uma espécie de gastrópode do gênero Conus, pertencente a família Conidae.